# Organización Terrorista de Combate
La Organización Terrorista de Combate (en ruso: Боевая террористическая организация, romanizado: Boevaya Terrorističeskaya Organizacija), también conocida como La banda de Borovikov-Voevodina, fue una pandilla neonazi rusa activa desde el 9 de agosto de 2003 hasta 2006. Se formó en San Petersburgo por dos miembros del grupo skinhead "Mad Crowd", de nombre Dmitry Borovikov y Alexey Voyevodin. 
La pandilla usó un secretismo excepcional para ocultar sus actividades. A diferencia de otros grupos fascistas, no había skinheads entre sus miembros. El grupo también utilizó teléfonos móviles exclusivamente confidenciales para comunicarse. Las autoridades también descubrieron que rara vez se reunían al aire libre y evitaban hablar de ideología o tácticas cerca de enchufes, prefiriendo escribir sus palabras en papel.
El 14 de junio de 2011, comenzó el juicio de ocho miembros del grupo, y el miembro Pavel Rumyantsev fue juzgado por separado.

## Ideología
El símbolo principal de la pandilla era la esvástica. Mediante el asesinato y el terrorismo, Dmitry Borovikov llevó a cabo una campaña "para limpiar" San Petersburgo ("Nevogrado") de razas no blancas como la negra, la armenoide y la asiática, que "se follan a las mujeres rusas" y "por esa raza profana" , dar a luz a bastardos ". Supuestamente, su sueño era derrocar a "la Federación de Rusia judía" y convertirla en una "Rusia nórdica" mono étnica. 

### Mad Crowd
En 2002, Borovikov está en los orígenes del grupo Mad Crowd Firm. La principal diferencia del nuevo grupo fue el énfasis en un estilo de vida saludable, la simpatía por el movimiento hooligan y el deseo de contactarse con nazis extranjeros.
En su revista «Гнев Перуна», Kislyi escribió una vez: "No te necesitamos a ti, sino a tus hijos. Es de ellos que criaremos una nueva raza. Porque ya no puedes ser cambiado. TV, familia, pobre entretenimiento, ropa de moda, un refrigerador atascado (...) si esto es lo único que le interesa a los blancos hoy, ¿qué tipo de blancos son? Son carne y basura. La raza blanca hay que crearla de cero ”.
El grupo criticó duramente al cristianismo mientras promovía la ideología neopagana como alternativa. El grupo también presentó una propaganda que se centró en el valor de un estilo de vida saludable y el rechazo al alcohol y las drogas. Además el grupo no tenía un nombre oficial, siendo simplemente conocida como "Organización Terrorista de Combate" o la "Banda Borovikov-Voevonida". La mayoría de los miembros del grupo estaban relacionadas al movimiento Straight edge. El grupo publicó fanzines con títulos como Kill o To Be Killed, Straight Edge - Шторм Чистой Крови, Гнев Перуна y Smell of Hatred.

### Muerte de Dmitry Borovikov
El 18 de mayo de 2006, Dmitry estaba sentado en el patio con un amigo en la casa número 23 de la calle Planernaya. Cuando vio que un grupo de personas vestidas de civil (operativos) se le acercaban, se dio cuenta de que los agentes del orden habían decidido detenerlo. Hay varias versiones del desarrollo posterior de los eventos: según uno, Borovikov intentó escapar; según otro, Borovikov atacó a los agentes de policía con un cuchillo. Después de intentar evitar el arresto, los operativos le dispararon (antes se disparó un tiro de advertencia), como resultado de lo cual Borovikov cayó al suelo, sangrando. Borovikov murió casi inmediatamente después de que llegara la ambulancia.
Borovikov fue enterrado en el Cementerio del Norte sin un funeral, ya que era un neopagano. Aproximadamente 20 personas se reunieron en la ceremonia fúnebre. La tumba de Borovikov se convirtió en un lugar de peregrinaje para los neonazis rusos.

## Armamento
Las principales armas utilizadas por la pandilla eran cuchillos, ballestas de cacería y pistolas, como rifles (incluidos los rifles Mosin) y escopetas de acción de bombeo. Voyevodin, uno de los líderes de la pandilla, heredó dos apartamentos cuando murieron su madre y su abuela. Vendió uno y usó el dinero para comprar un automóvil, 4 carabinas Saiga y aparatos de radio para escuchar la radio de la policía.

## Ataques
El 9 de agosto del 2003 los ciudadanos armenios Makvela Elamiryana y Liana Tumanyan fueron atacados a golpes en el asentamiento de Nikolskoje. No fue hasta el 2 de octubre del 2003 cuando el ciudadano nigeriano Omordion Lavrense fue atacando en la calle Tankista Khrustitskogo, San Petersburgo. Semanas después el 11 de noviembre del 2003 un ciudadano de Georgia en la calle Bolshaya Monetnaya y un ciudadano pakistaní, cerca del centro de San Petersburgo.

### Asesinatos
| Fecha                    | Nombre y edad                         | Nacionalidad    | Notas |
| ------------------------ | ------------------------------------- | --------------- | --- |
| 9 de noviembre del 2003  | S. V. Bulantsov                       | Rusia           | Apuñalado hasta la muerte. |
| 14 de diciembre del 2003 | Kim Hyun-ik                           | Corea del Norte | Asesinado con un objeto contundente y trozos de tubería. Los miembros del grupo robaron más de 300.000 rublos a la víctima.                                        |
| 9 de febrero del 2004    | Hursheda Sultonova                    | Tayikistán      | La menor de ocho años fue apuñalada en once ocasiones, y golpeada junto a su familia.La crueldad del crimen horrorizo incluso a la escena de extrema derecha local |
| 7 de junio del 2004      | Rostislav Gofman y Alexey Golovchenko | Rusia           | Ambos jóvenes de 19 años asesinados con cuchillos y una Arbalesta, una especie de ballesta.                                                                        |
| 19 de junio del 2004     | Nikolai Girenko                       | Rusia           | Le dispararon a través de una puerta, aparentemente en venganza después de que ayudó a condenar a extremistas rusos.                                               |
| 7 de abril del 2006      | Samba Lampsar                         | Camerún         | Activista de una ONG pro-migrante y estudiante, recibió un disparó en el cuello con una escopeta de corredera.                                                     |

### Sentencias
| No. | Nombre               | Cargos                                                                                                  | Sentencia                            |
| --- | -------------------- | --- | ------------------------------------ |
| 1   | Dmitry Borovikov     | Asesinato, Bandidaje, Incitación al odio, llamadas públicas a la actividad extremista, robo, terrorismo | Muerto durante la detención          |
| 2   | Alexey Voyevodin     | Asesinato, Bandidaje, Incitación al odio, llamadas públicas a la actividad extremista, robo, terrorismo | Cadena perpetua                      |
| 3   | Pavel Gusev          | Asesinato                                                                                               | Justificado                          |
| 4   | Alexey Kostrachenkov | Asesinato                                                                                               | 18 años en prisión                   |
| 5   | Andrey Kostrachenkov | Asesinato                                                                                               | 18 años en prisión                   |
| 6   | Andrey Malyugin      | Asesinato                                                                                               | 8 años en prisión                    |
| 7   | Roman Orlov          | Asesinato                                                                                               | 11 años 6 meses                      |
| 8   | Artyom Prokhorenko   | Robo, asesinato, Incitación al odio, llamamientos públicos a actividades extremistas                    | Cadena perpetua                      |
| 9   | Pavel Rumyantsev     | Asesinato, incitación al odio                                                                           | Tratamiento psiquiátrico obligatorio |